# Хот-Спрингс-Вилидж (Арканзас)
Хот-Спрингс-Вилидж (англ. Hot Springs Village, Arkansas) — статистически обособленная местность, расположенная в округе Салин (штат Арканзас, США) с населением в 8397 человек по статистическим данным переписи 2000 года.
Хот-Спрингс-Вилидж самый большой охраняемый жилой комплекс (англ. gated community) в США.

## География
По данным Бюро переписи населения США статистически обособленная местность Хот-Спрингс-Вилидж имеет общую площадь в 102,05 квадратных километров, из которых 98,16 кв. километров занимает земля и 3,88 кв. километров — вода. Площадь водных ресурсов округа составляет 3,8 % от всей его площади.
Статистически обособленная местность Хот-Спрингс-Вилидж расположена на высоте 239 метров над уровнем моря.

## Демография
По данным переписи населения 2000 года в Хот-Спрингс-Вилидж проживало 8397 человек, 3221 семья, насчитывалось 4295 домашних хозяйств и 5121 жилой дом. Средняя плотность населения составляла около 82,2 человек на один квадратный километр. Расовый состав Хот-Спрингс-Вилидж по данным переписи распределился следующим образом: 97,98 % белых, 0,94 % — чёрных или афроамериканцев, 0,14 % — коренных американцев, 0,19 % — азиатов, 0,55 % — представителей смешанных рас, 0,2 % — других народностей. Испаноговорящие составили 1,01 % от всех жителей статистически обособленной местности.
Из 4295 домашних хозяйств в 6,8 % — воспитывали детей в возрасте до 18 лет, 71,5 % представляли собой совместно проживающие супружеские пары, в 2,8 % семей женщины проживали без мужей, 25,0 % не имели семей. 23,1 % от общего числа семей на момент переписи жили самостоятельно, при этом 18,4 % составили одинокие пожилые люди в возрасте 65 лет и старше. Средний размер домашнего хозяйства составил 1,94 человек, а средний размер семьи — 2,22 человек.
Население статистически обособленной местности по возрастному диапазону по данным переписи 2000 года распределилось следующим образом: 6,6 % — жители младше 18 лет, 1,7 % — между 18 и 24 годами, 8,0 % — от 25 до 44 лет, 27,2 % — от 45 до 64 лет и 56,6 % — в возрасте 65 лет и старше. Средний возраст жителей составил 67 лет. На каждые 100 женщин в Хот-Спрингс-Вилидж приходилось 88,5 мужчин, при этом на каждые сто женщин 18 лет и старше приходилось 87,6 мужчин также старше 18 лет.
Средний доход на одно домашнее хозяйство в статистически обособленной местности составил 41 875 долларов США, а средний доход на одну семью — 48 958 долларов. При этом мужчины имели средний доход в 35 236 долларов США в год против 20 313 долларов среднегодового дохода у женщин. Доход на душу населения в статистически обособленной местности составил 24 492 доллара в год. 1,6 % от всего числа семей в округе и 2,5 % от всей численности населения находилось на момент переписи населения за чертой бедности, при этом 5,6 % из них были моложе 18 лет и 1,9 % — в возрасте 65 лет и старше.